# Labena variegata
Labena variegata là một loài tò vò trong họ Ichneumonidae.